# Майкл Янг
Майкл В. Янг (англ. Michael W. Young; нар. 28 березня 1949) — американський хронобіолог, що посвятив понад три десятиліття дослідженню генетично контрольованих закономірностей сну та денної діяльності в Drosophila melanogaster. Упродовж  роботи в Рокфелерівському університеті, він та його лабораторія зробили значний внесок у хронобіологію, визначивши основні гени, пов'язані з регулюванням внутрішнього годинника, відповідального за циркадні ритми. Він зміг розкрити функцію періодного гена, необхідного для нормального функціонування циклу сну мушок. Лабораторії Янга також приписують відкриття нечасових та подвійночасових генів, що відповідають за продукування білків, необхідних для циркадного ритму. За свої роботи Янг отримав Нобелівську премію з фізіології або медицини за 2017 рік разом із Джеффрі Голлом та Майклом Росбашом.

## Визнання та нагороди
- 2006:Pittendrigh/Aschoff Award, Товариство досліджень біологічних ритмів[en]
- 2007:член Національної академії наук США
- 2007:член Американського товариства мікробіології[en]
- 2009:Премія Грубера[en][6]
- 2011:Премія Луїзи Гросс Горвіц
- 2012:Премія Мессрі[en]
- 2012:Міжнародна премія Гайрднера
- 2013:Премія Шао
- 2013:Премія Вайлі[en][7]
- 2017:Нобелівська премія з фізіології або медицини[8]
- 2018:Американського філософського товариства[9]

## Виноски
1. ↑  Rogers K. Encyclopædia Britannica
2. ↑  Енциклопедія Брокгауз
3. ↑  Munzinger Personen
4. ↑  Montenegro A. ORCID Public Data File 2023 — 2023. — doi:10.23640/07243.24204912.V1
5. ↑  2009 Neuroscience Prize- Michael W. Young. Biology. Gruber Foundation. Архів оригіналу за 4 березня 2016. Процитовано 6 квітня 2015.
6. ↑  Michael W. Young | The Gruber Foundation. gruber.yale.edu (англ.). Архів оригіналу за 4 березня 2016. Процитовано 2 жовтня 2017.
7. ↑  Wiley: Twelfth Annual Wiley Prize in Biomedical Sciences Awarded to Dr. Michael Young, Dr. Jeffrey Hall and Dr. Michael Rosbash. Biology. John Wiley & Sons, Inc. Архів оригіналу за 10 грудня 2017. Процитовано 6 квітня 2015.
8. ↑  Sample, Ian (2 жовтня 2017). Jeffrey C Hall, Michael Rosbash and Michael W Young win 2017 Nobel prize in physiology or medicine – as it happened. The Guardian (брит.). ISSN 0261-3077. Архів оригіналу за 21 грудня 2019. Процитовано 2 жовтня 2017.
9. ↑  Архівована копія. Архів оригіналу за 23 грудня 2019. Процитовано 13 липня 2018.{{cite web}}:  Обслуговування CS1: Сторінки з текстом «archived copy» як значення параметру title (посилання)